# Pato-de-dorso-branco
Thalassornis é um género de aves anseriformes da família Anatidae. Este taxon contém apenas uma espécie, O pato-de-dorso-branco (Thalassornis leuconotus).
Habitam em lagos e lagoas, pântanos e sapais. É uma espécies bem adaptada ao mergulho, podendo permanecer debaixo de água até meio minuto.
Existem duas subespécies:
- Thalassornis leuconotus leuconotus Eyton, 1838
- Thalassornis leuconotus insularis Richmond, 1897 - endémica de Madagascar, estando ameaçada devido ao excesso de caça, perda de habitat e introdução de espécies exóticas.